# Ногинская (Верховажский район)
Ногинская — деревня в Верховажском районе Вологодской области. Административный центр Коленгского сельского поселения и Коленгского сельсовета.
Расстояние до районного центра Верховажья по автодороге — 52 км. Ближайшие населённые пункты — Удальцовская, Нивская, Фоминская.
По переписи 2002 года население — 160 человек (66 мужчин, 94 женщины). Всё население — русские.